# تیغه (کالبدشناسی پرندگان)

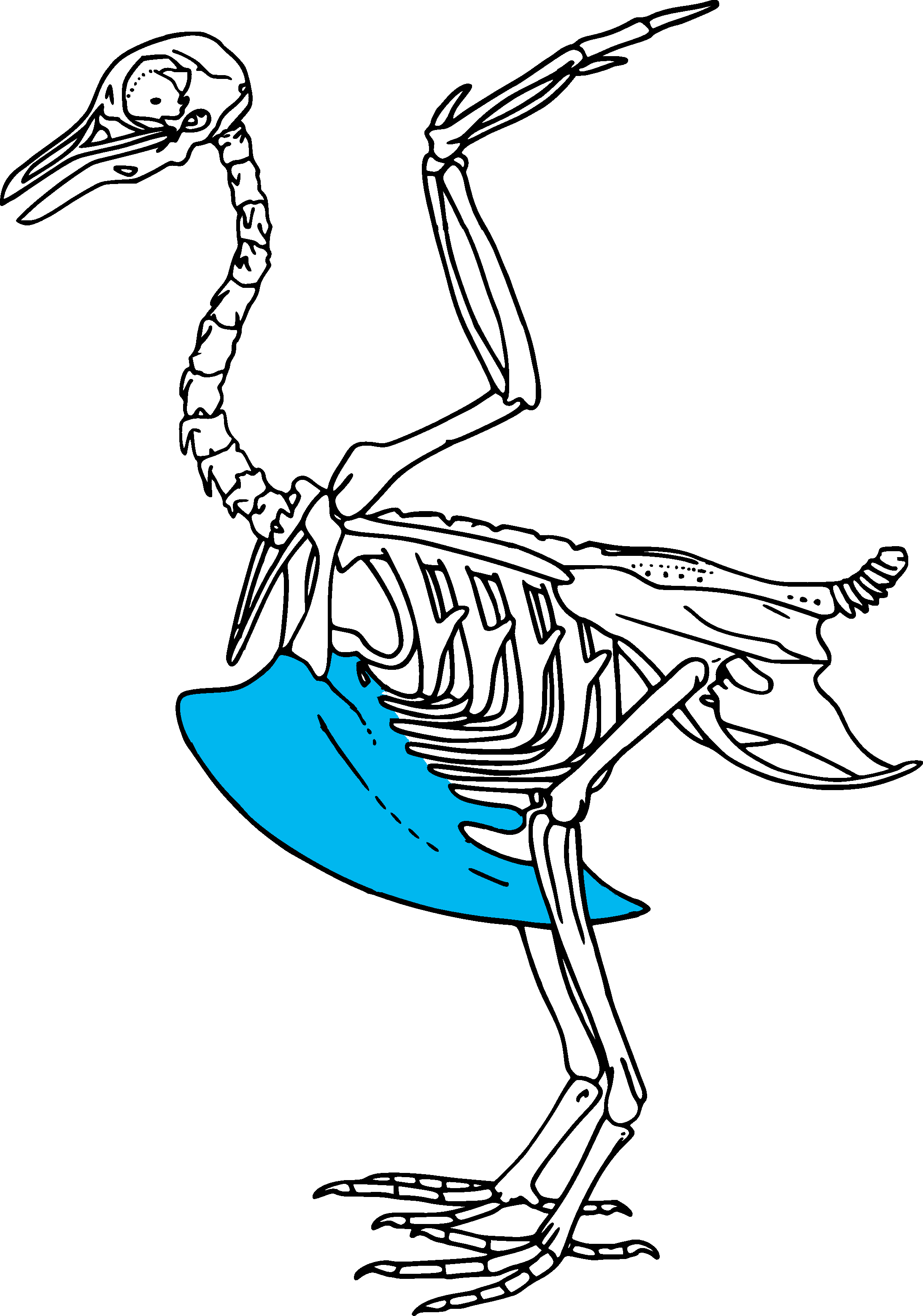
این اسکلت پرنده، استخوان تیغه را برجسته نشان می‌دهد.

تیغه (به انگلیسی: Carina، Keel)، در کالبدشناسی پرنده، امتدادی از جناغ سینه (استخوان سینه) است که به صورت محوری در امتداد خط وسط جناغ امتداد دارد و به سمت بیرون، عمود بر صفحه دنده‌ها امتداد می‌یابد. تیغه یک لنگر ایجاد می‌کند که ماهیچه‌های بال پرنده به آن متصل می‌شوند و در نتیجه اهرم کافی برای پرواز فراهم می‌کند. همه پرندگان تیغه ندارند. به ویژه، برخی از پرندگان بی‌پرواز بدون ساختار تیغه هستند. بدون تیغه پرنده توانایی پرواز را نخواهد داشت. برخی از پرندگان بدون پرواز مانند پنگوئن دارای تیغه هستند اما در مورد پنگوئن، بال‌هایش برای بدنش خیلی کوچک هستند؛ بنابراین پرواز به بال زدن خیلی سریع نیاز دارد تا عملی باشد.
از لحاظ تاریخی، داشتن یا نداشتن ساختار کروی برجسته به عنوان طبقه‌بندی گسترده‌ای از پرندگان به دو راسته استفاده می‌شد: تیغه‌داران (Carinatae) (از carina , "keel")، دارای یک تیغه برجسته و بی‌تیغه‌ها (Ratrite) (از ratis , "raft" – اشاره به صاف بودن جناغ سینه)، داشتن ساختار تیغه ظریف یا بدون ساختار کامل. با این حال، این طبقه‌بندی مورد استفاده قرار نگرفت زیرا مطالعات تکاملی نشان داده‌است که بسیاری از پرندگان بدون پرواز از پرندگان پرواز کرده تکامل یافته‌اند.

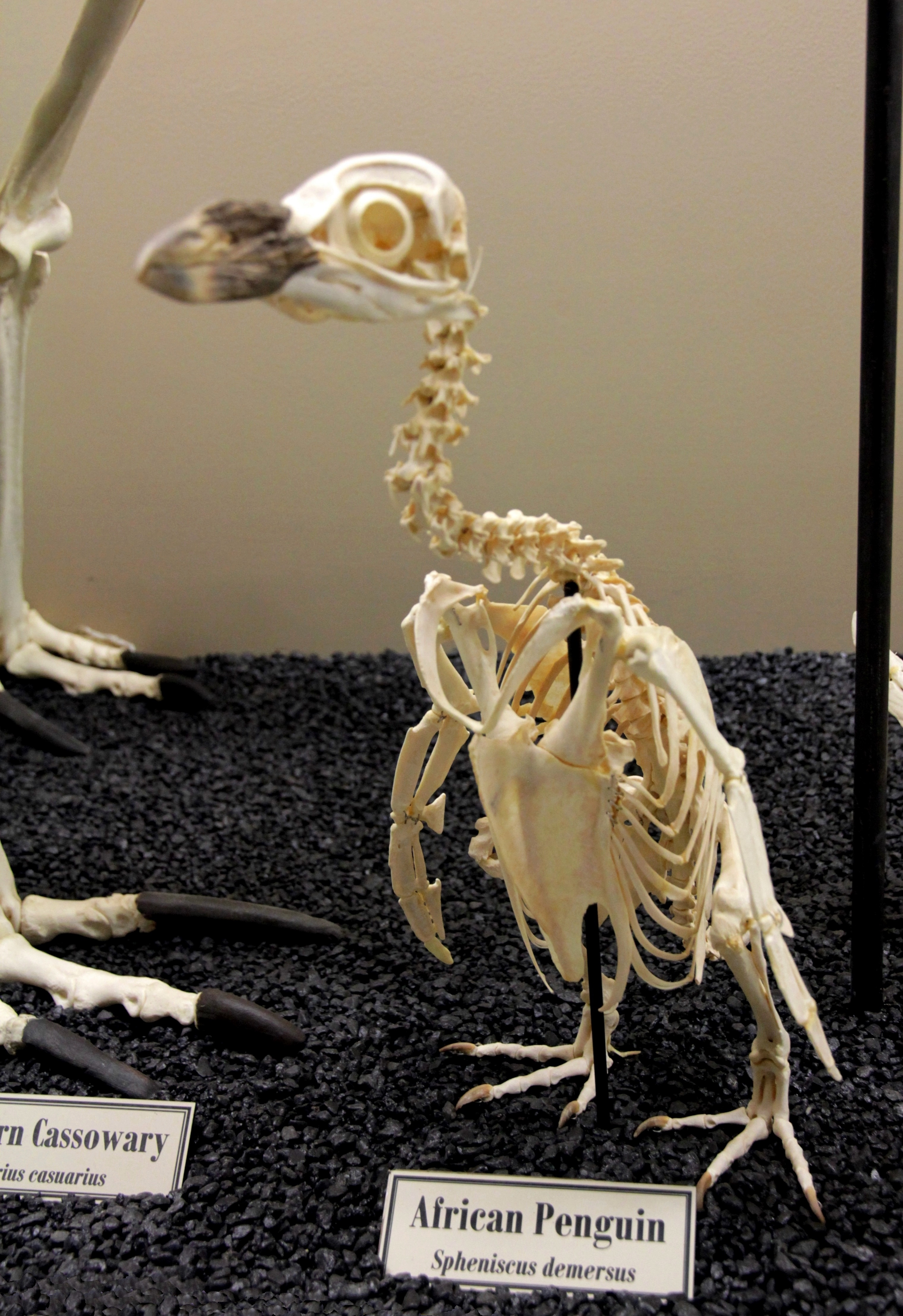
اسکلت یک پنگوئن آفریقایی با یک تیغه در موزه استخوان‌شناسی اکلاهما به نمایش گذاشته شده‌است.